# Улрих I (Вюртемберг)
Улрих I Дарителя (на немски: Ulrich I von Württemberg, Ulrich der Stifter, Ulrich mit dem Daumen, * 1226, † 25 февруари 1265) е от 1241 г. граф на Вюртемберг.

## Биография
Той е вероятно син на Херман фон Вюртемберг и на Ирменгард фон Ултен. Баща му вероятно е син на граф Хартман I фон Вюртемберг.
Улрих управлява от 1241 г. заедно с брат си Еберхард фон Вюртемберг (1228 – 1241). Той се присъединява през 1246 г. заедно с други швабски благородници към гегенкралете Хайнрих Распе и Вилхелм Холандски, което води до победата на Хайнрих над войската на Конрад IV, синът на Фридрих II.
С женитбата му с Мехтхилд фон Баден град Щутгарт отива от Баден към Вюртемберг.
Улрих е погребан, както двете му съпруги, в манастир Бойтелсбах, Вайнщат. По-късно той е преместен в манастирската църква на Щутгарт.

## Фамилия
Улрих е женен два пъти.
Първи брак: на 4 април 1251 г. с Мехтхилд фон Баден (1225 – 1258), дъщеря на Херман V, маркграф на Баден. Те имат три деца:
- Улрих II (1254 – 1279), от 1265 до 1279 г. граф на Вюртемберг
- Агнес (1264 – 1305), ∞ I. Конрад IV фон Йотинген, II. Фридрих II фон Труендинген, III. граф Крафт I фон Хоенлое-Вайкерсхайм
- Мехтхилд (* пр. 1264; † 24 юни 1284), ∞ 1282 г. граф Албрехт I фон Шенкенберг-Льовенщайн († 1304), син на римско-немския крал Рудолф I фон Хабсбург

Втори брак: през 1259/1260 г. с Агнес от Силезия-Лужица (1242 – 1265) от род Пясти, дъщеря на херцог Болеслав II от Силезия. Те имат две деца:
- Ирмгард (пр. 1264 – пр. 1278), ∞ Хесо I, маркграф на Баден
- Еберхард I (1265 – 1325), от 1279 до 1325 г. граф на Вюртемберг